# 花山院親家
花山院親家（日语：／ Kasannoin Chikaie，1878年12月13日—1924年3月11日）是一名日本明治至大正時期的華族，曾任貴族院侯爵議員，舊姓堀河，為花山院家第35代當主。

## 生平
花山院作為華族堀河康隆的第七子出生，後來成為花山院忠遠的養子。隨著養父去世，他於1895年12月23日繼承侯爵爵位。1903年12月12日，在滿25歲時成為貴族院侯爵議員，並隸屬於研究會，直至去世。
此外，他曾擔任大日本製菓的董事。1924年3月，由於病重，他在鎌倉的家中逝世，享年45歲。

## 榮譽
- 1906年1月20日—從四位[7]

## 親屬
- 妻子[1]
  - 花山院正子（中山孝麿的長女，後來離婚）
  - 花山院與志（青地伴三郎的第三女）

- 嗣子[1]
  - 花山院親忠（侯爵，曾任春日大社宮司）

- 女兒
  - 花山院千枝子（松屋吳服店及松屋公司的社長古屋祐次郎（第三代古屋德兵衛）之妻）

- 兄長[1]
  - 南岩倉具威（男爵）
  - 堀河護麿（子爵）

## 備註
1. 1 2 3 4 5 6  『平成新修旧華族家系大成』上巻、407頁。
2. 1 2 3  『議会制度百年史 - 貴族院・参議院議員名鑑』15頁。
3. 1 2  『大正過去帳』297頁。
4. ↑  『官報』第3748号、明治28年12月24日。
5. ↑  『貴族院要覧（丙）』昭和21年12月増訂、12頁。
6. ↑  『官報』第6137号、明治36年12月15日。
7. ↑  『官報』第6766号「叙任及辞令」1906年1月22日。